# رابسون جانواریو
رابسون جانواریو دی پائولا (پرتغالی: Róbson Januário de Paula؛ زادهٔ ۱۴ فوریهٔ ۱۹۹۴) بازیکن فوتبال اهل برزیل است که در باشگاه دالیان بازی میکند.
وی سابقه بازی برای تیم های استقلال، بنی یاس، بوآویستا،کاوازاکی فرونتال، باهیا و چند باشگاه دیگر را در سابقه خود دارد. 

## افتخارات

### استقلال
- نایب قهرمانی لیگ برتر خلیج فارس(۱):۹۶–۱۳۹۵

## جستار های وابسته
- فهرست بازیکنان خارجی باشگاه فوتبال استقلال تهران